# Дом под неграми
Дом под неграми, другие наименования — Дом под эфиопами, Sub Aethiopibus (пол. Kamienica pod Murzynami, Kamienicą pod Etiopy, Sub Aethiopibus) — четырёхэтажный дом, историческо-архитектурный памятник, находящийся на улице Флорианская, 1 в краковском районе Старый город, Польша. Памятник культуры Малопольского воеводства.
Двухэтажный дом был построен в XVI веке. Название дома произошло от аптеки под названием «Sub Aethiopibus» (Под эфиопами), находившейся в нём с XVI века. На углу здания на уровне второго этажа был барельеф с изображением двух негров, сохранившийся до нашего времени. После пожара 1821 года здание было отремонтировано и к нему были пристроены третий и четвёртый этажи.
25 июня 1931 года здание было внесено в реестр памятников культуры Малопольского воеводства (№ А-185).